# Schluensee
Der Schluensee (gesprochen: Schlu-en-see, nicht Schlünsee) südöstlich des Ortes Kossau in der Gemeinde Lebrade im Kreis Plön ist ein See in Schleswig-Holstein. Er liegt in der Holsteinischen Schweiz und ist umgeben von einer hügeligen Moränenlandschaft.
Der Schluensee hat eine sehr unregelmäßige Form, die von Südwest noch Nordost verläuft. Er hat eine maximale Länge von ca. 2 km, und eine maximale Breite von ca. 600 m, ist mit einer Tiefe von ca. 45 m einer der tiefsten Seen in Schleswig-Holstein und hat eine Größe von etwa 127 ha.
Im Südwesten des Sees liegt eine schmale Insel – im Nordosten ragt die Halbinsel Sophienwarder in ihn hinein.
Im Norden entwässert der Görnitzer See in den Schluensee – der im Süden in Richtung des Behler Sees entwässert.
Der Schluensee ist der Entstehung nach als tiefer Toteis-See anzusehen. Das unter eiszeitlichen Ablagerungen begrabene „Toteis“ taute erst später auf und erzeugte die vom Schluensee gefüllte Senke.
Der Schluensee ist seit 1999 Teil des Landschaftsschutzgebietes Trammer See, Schluensee, Wald- und Knicklandschaft zwischen Schöhsee und Behler See und Umgebung und liegt außerdem im FFH-Gebiet Grebiner See, Schluensee und Schmarkau.